# آران‌ای ریبوزومی ۲۸اس

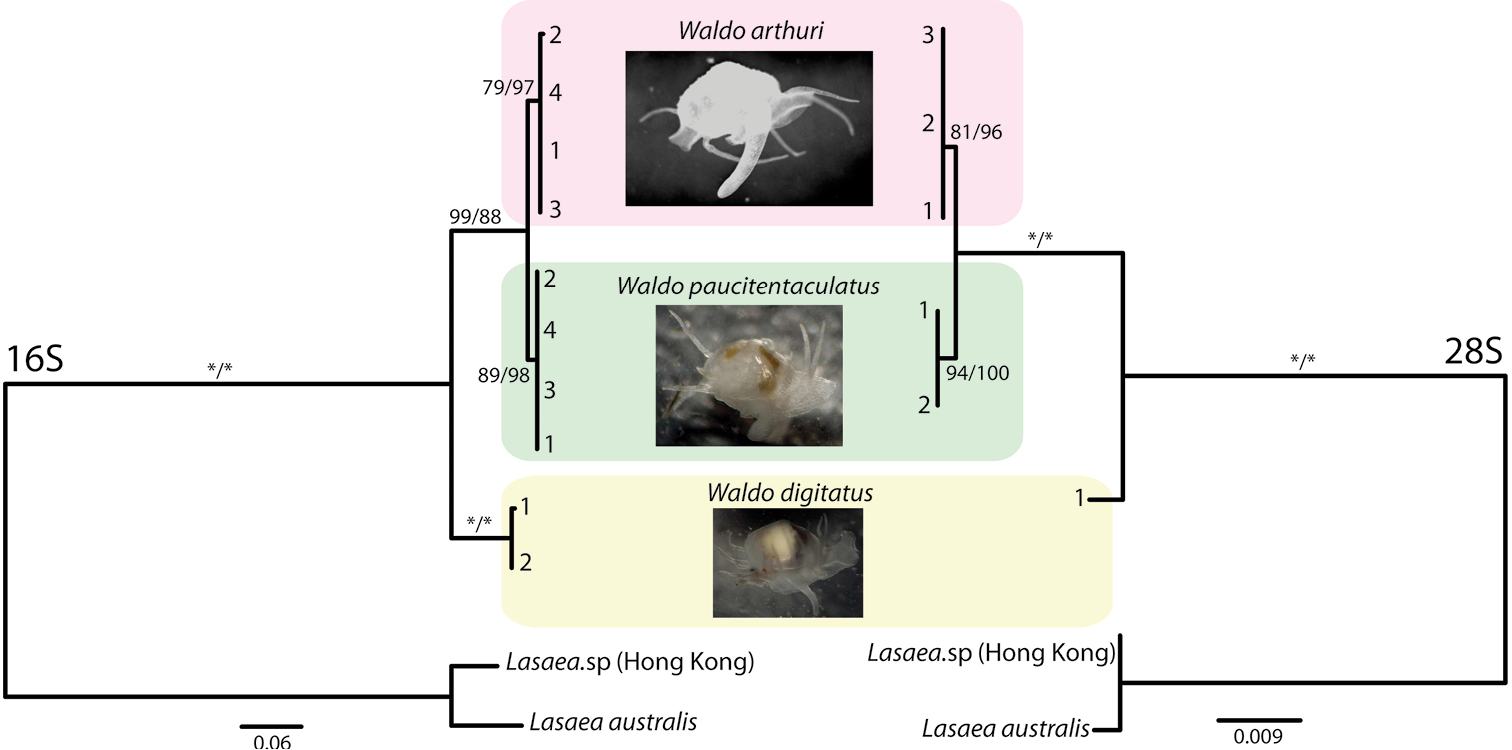
درخت تبارزایی آران‌ای ۱۶اس کُدشونده توسط میتوکندری و 28S rDNA هسته‌ای در سه گونه از نرم‌تنان متعلق به سرده «والدو»

آران‌ای ریبوزومی ۲۸اس (انگلیسی: 28S ribosomal RNA) یک آران‌ای ساختاری ریبوزومی برای بخش بزرگ یا زیرواحد بزرگ آران‌ای ریبوزومی در ریبوزوم‌های سیتوپلاسمی سلول‌های یوکاریوت و یکی از اجزاء پایه‌ای آن‌هاست. این آران‌ای، هم‌ساخت آران‌ای ریبوزومی ۲۳اس در پروکاریوت‌ها و آران‌ای ۱۶اس کُدشونده توسط میتوکندری است.
به ژن‌های کُدکنندهٔ آران‌ای ریبوزومی ۲۸اس، «28S rDNA» گفته می‌شود. گاهی از مقایسهٔ توالی اسید نوکلئیک این ژن‌ها، برای تحلیل مولکولی ساختار درخت‌های تبارزایی، مثلاً برای آغازیان، قارچ‌ها، حشرات، خرس‌های آبی و مهره‌داران استفاده می‌شود.